# Prionailurus
Prionailurus (Severcov, 1858) è un genere di felini di piccole e medie dimensioni diffusi in Asia centrale e nel Sud-est Asiatico. 

## Tassonomia
Comprende le seguenti specie :
- Prionailurus bengalensis (gatto del Bengala o gatto leopardo);
- Prionailurus iriomotensis (gatto di Iriomote);
- Prionailurus javanensis (gatto leopardo della Sonda)
- Prionailurus planiceps (gatto a testa piatta);
- Prionailurus rubiginosus (gatto rugginoso);
- Prionailurus viverrinus (gatto pescatore o gatto viverrino).

## Galleria d'immagini

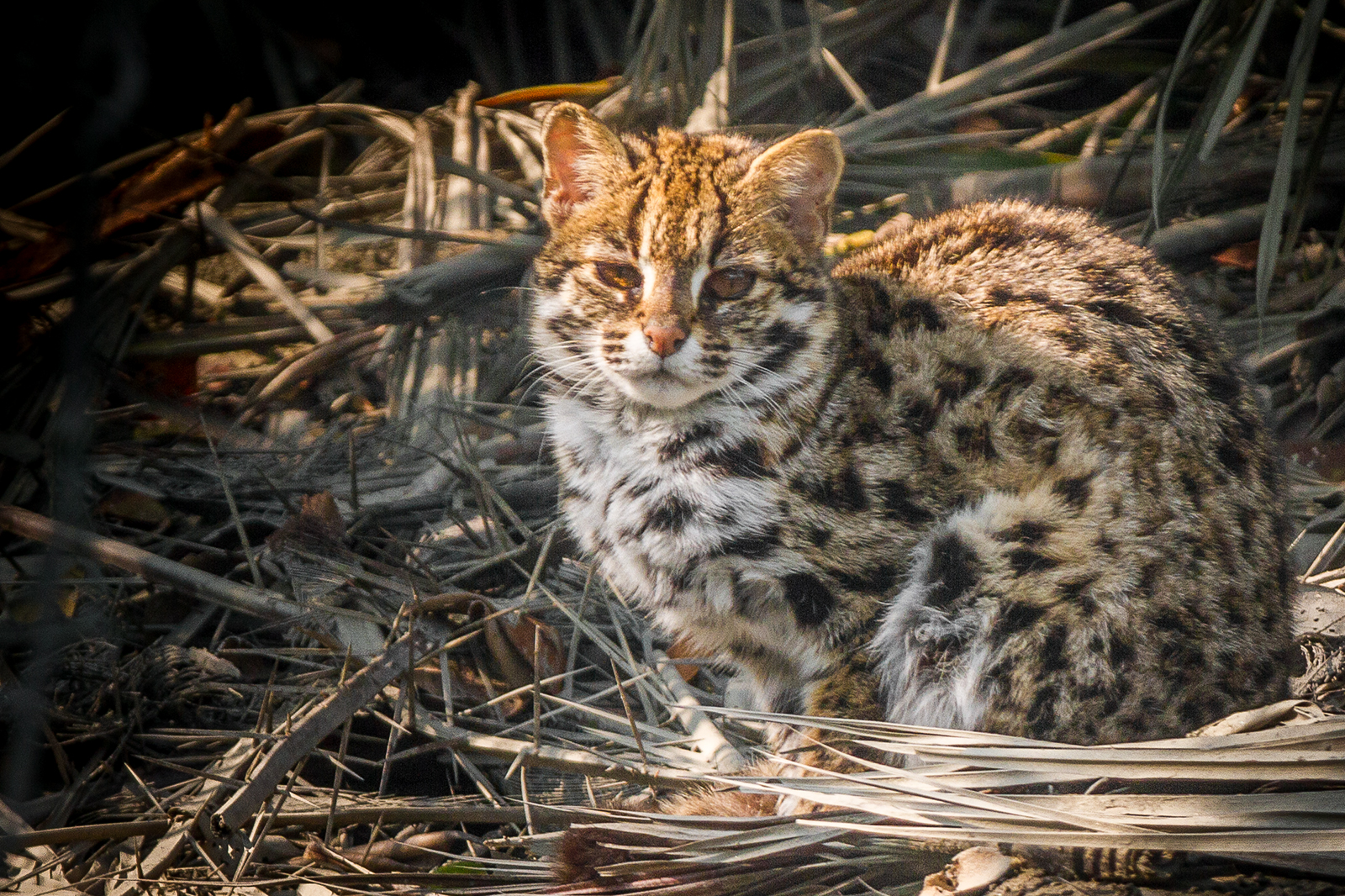
P. bengalensis
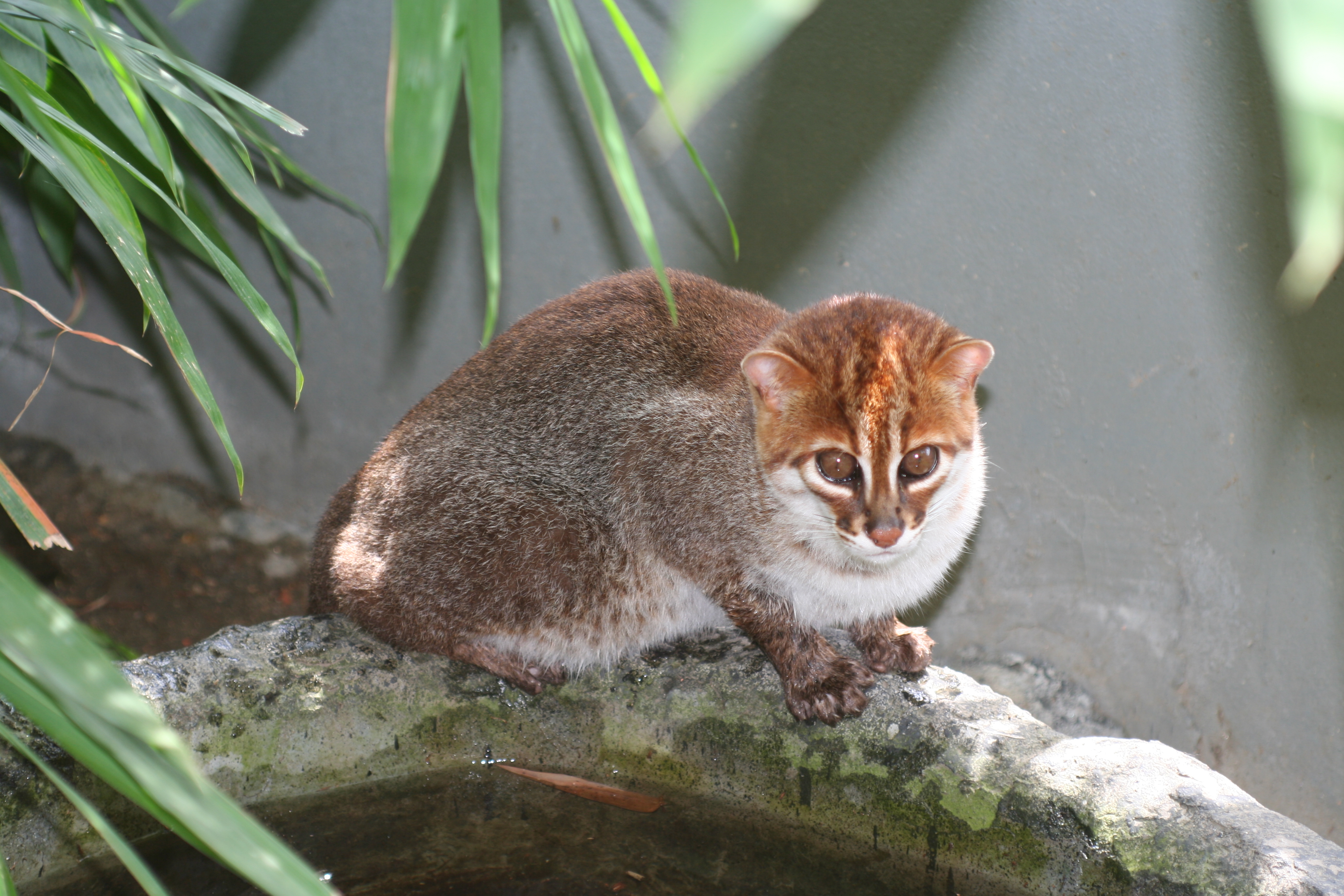
P. planiceps
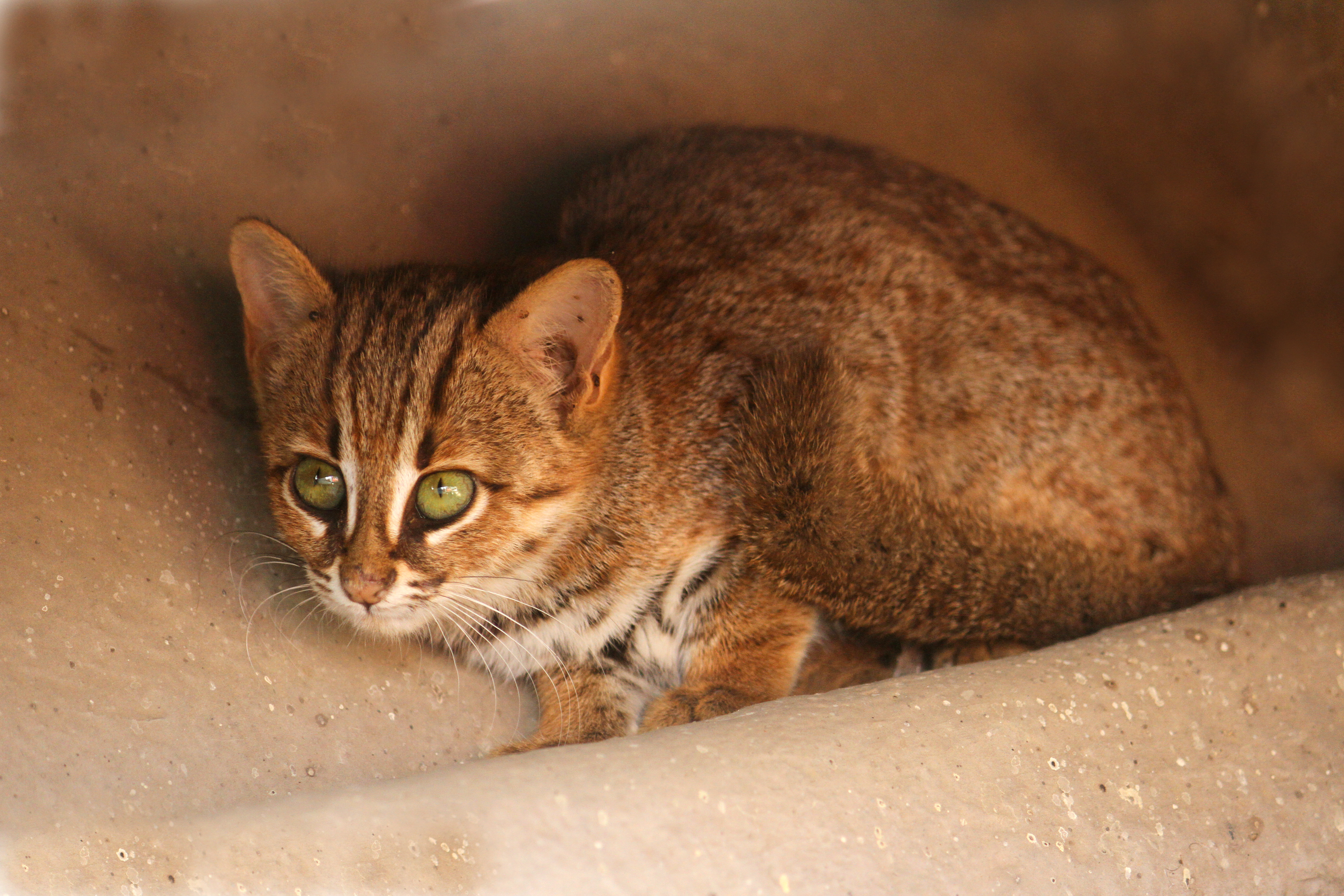
P. rubiginosus
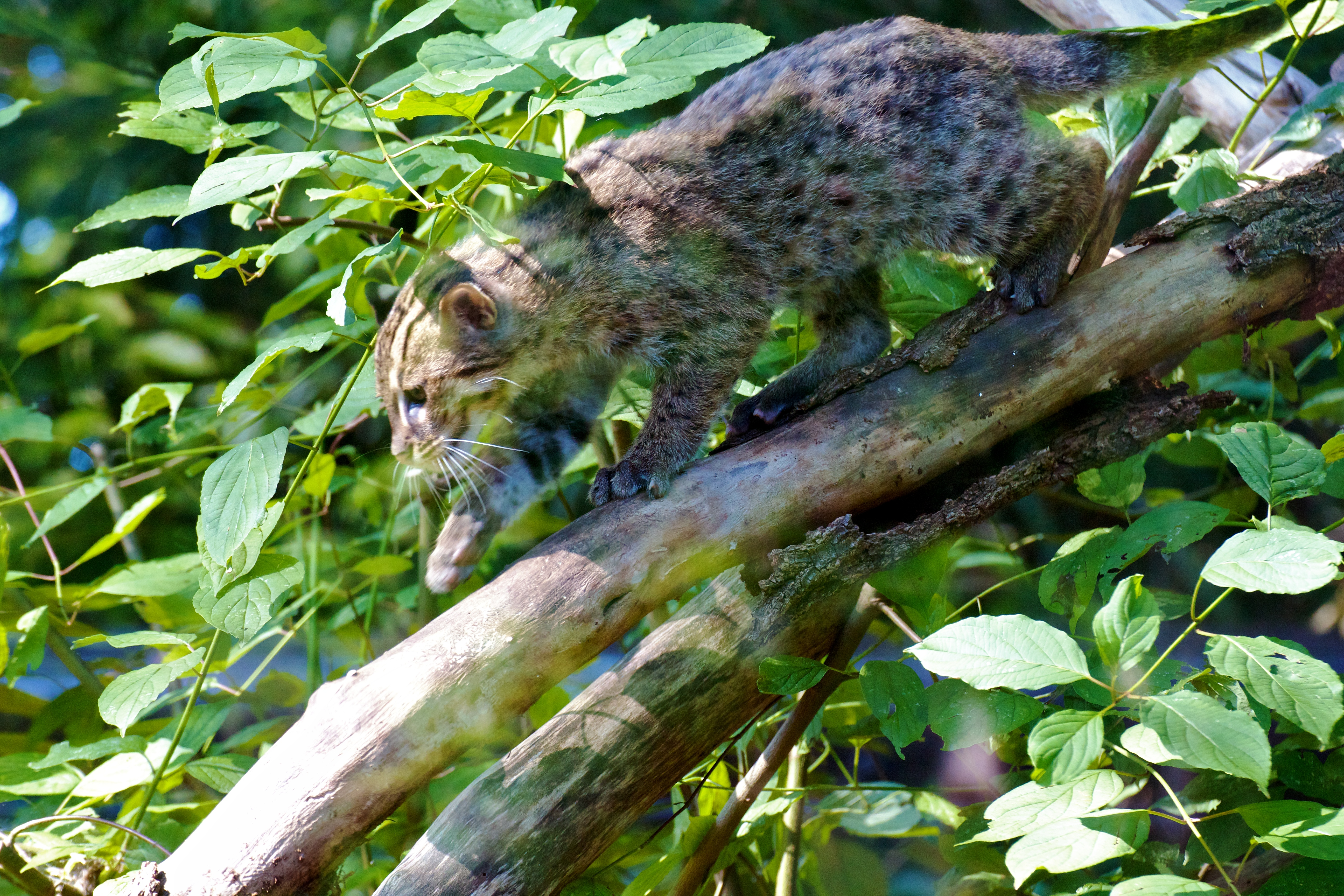
P. viverrinus